# Karhusaari (ö i Jämsä, Uuttana)
Karhusaari är en ö i Finland. Den ligger i sjön Uuttana och i kommunen Jämsä i den ekonomiska regionen  Jämsä  och landskapet Mellersta Finland, i den södra delen av landet, 210 km norr om huvudstaden Helsingfors. Öns area är 0,4 hektar och dess största längd är 90 meter i nord-sydlig riktning.